# 红头绳 (植物)
红头绳（学名：Lysimachia liui）是报春花科珍珠菜属的植物，是中国的特有植物。分布于中国大陆的四川等地，生长于海拔1,800米至3,100米的地区，一般生长在林缘以及路边，目前尚未由人工引种栽培。